# Epalpus brunneipennis
Epalpus brunneipennis là một loài ruồi trong họ Tachinidae.